# Hotel Gori
L'antic hotel Gori va ser inaugurat el 31 de maig de 1899 i actualment és la seu de l'Ajuntament d'Olesa de Montserrat (Baix Llobregat). És una obra inclosa a l'Inventari del Patrimoni Arquitectònic de Catalunya.

## Descripció
Edifici de planta quadrada, de planta baixa i tres pisos, construït amb maó. Solament una de les cares conserva totalment la seva estructura original, havent estat les altres, amb galeries, lleugerament modificades.

## Història

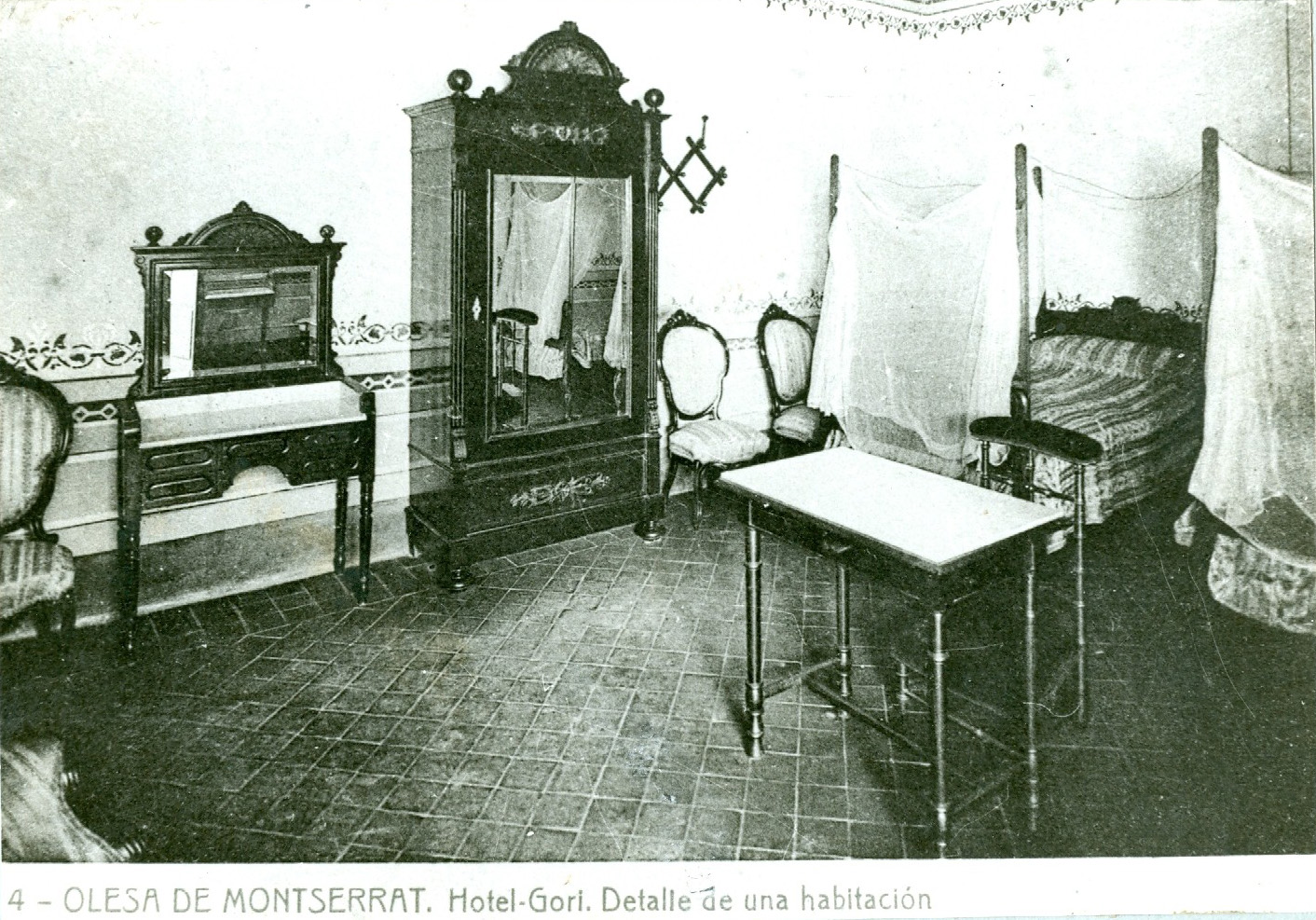
Vista interior de les habitacions del Hotel Gori

L'edifici fou bastit originàriament com hostal. S'obrí el 1899 i en fou el promotor al Dr. Joaquim Casals i Batista, conegut popularment amb el sobrenom de Quim Gori. Aquest pagès transformà la seva finca del carrer de les Hortes –on fins aleshores hi tenia una masia amb camps de conreu- en extensos jardins, edificant-hi al bell mig un majestuós hotel: un edifici d'estil vuitcentista, amb detalls ornamentals d'inspiració neoclàssica on destaca, sobretot, la façana principal, voltada de galeries, a tres nivells. L'Hotel Gori, nom original, tenia gran importància donada la proximitat del Balneari de la Puda. Des de 1931 és ocupat per l'Ajuntament de la vila. Fou restaurada el 1997.
Molts eren els clients, sobretot membres de la burgesia catalana, que feien una aturada a l'hotel Gori de camí al balneari de la Puda. De fet, es facilitava el transport des de l'hotel fins a l'estació del Nord per mitjà d'un servei de diligències continu. L'empresa de transports que s'encarregava d'aquest servei era propietat de Joaquim Casals i de la seva família. Alhora, també cobrien la ruta entre Olesa i Barcelona. Tan il·lustre edifici ha inspirat alguns relats, com M. Lombart, l'Hotel Gori i Alfons Sala, editat dins d'una col·lecció de contes olesans a l'editorial Paper d'estrassa.
L'any 1931 dos dels fills de Joaquim Casals i Batista, els germans Jaume i Josefa Casals i Diomedes van fer donació de la finca a la vila. Així, Olesa de Montserrat va poder gaudir d'un Parc Municipal únic que, amb el temps, va acollir la seu del seu de l'Ajuntament.